# Dominique Aveline
Dominique Aveline, talvolta accreditato come Dominique Avelyn (Garches, 3 aprile 1940 – Poitiers, 13 marzo 2009), è stato un attore pornografico francese attivo negli anni settanta e ottanta.

## Biografia
Di origine gitana, debuttò nel mondo del porno esibendosi in spettacoli dal vivo in teatri specializzati, dove per le sue doti di durata si guadagnò il soprannome di "marziano". Baffuto e muscoloso, divenne in seguito uno dei volti più noti del cinema pornografico francese. Lasciato il mondo del porno, divenne viticultore nella regione di Bordeaux.
Negli anni 2000 fece qualche riapparizione nei film Les Tontons tringleurs di Alain Payet (in cui erano presenti anche altre pornostar maschili francesi degli anni settanta) e Les Campeuses de Saint-Tropez, sempre con lo stesso regista.
È morto a seguito di un ictus all'età di 68 anni.

## Filmografia parziale
- 1976: I piaceri solitari (Les plaisirs solitaires), regia di Francis Leroi
- 1977: La calda bestia di Spilberg (Helga, la louve de Stilberg), regia di Alain Payet
- 1977: Perversités suédoises, regia di Jean-Claude Roy
- 1977: Belles d'un soir, regia di Frédéric Lansac
- 1978: Call Girls de luxe, regia di Gérard Kikoïne
- 1978: Collégiennes à tout faire
- 1978: Porno Roulette
- 1978: Ondées Brulantes
- 1978: Les Grandes Jouisseuses
- 1978: La contessa, la contessina e la cameriera (Les zizis en folie), regia di Jean-Claude Roy
- 1979: Pénétrez-moi par le petit trou
- 1979: La Grande Mouille o  Parties de chasse en Sologne, regia di Burd Tranbaree (Claude Bernard-Aubert)
- 1979: Monique
- 1979: Les Soirées d'un couple voyeur, regia di Jean-Claude Roy (con lo pseudonimo Patrick Aubin)
- 1979: Maîtresse pour couple
- 1979: La Grande Lèche o Les Esclaves sexuelles, regia di Burd Tranbaree (Claude Bernard-Aubert)
- 1980: Les Suceuses o Infirmières à tout faire, regia di Burd Tranbaree (Claude Bernard-Aubert)
- 1980: Le Dévoyeur o Amours très intimes pour couples o Le Droit de cuissage, regia di Burd Tranbaree (Claude Bernard-Aubert)
- 1980: Les Petites Écolières, regia di Frédéric Lansac (Claude Mulot)
- 1981: L'Éducatrice
- 1981: Madchen, Madchen, Madchen
- 1981: Paris Telefon 666
- 1981: Innocence impudique
- 1982: Jungmädchenträume
- 1982: Madchen im Spiegel der Lust
- 1982: Jouir jusqu'au délire
- 1983: Hey Baby, hey
- 2000: Les Tontons tringleurs, regia di Alain Payet
- 2002: Les Campeuses de Saint-Tropez, regia di Alain Payet